# Kaupunginsaari
Kaupunginsaari är en ö i Finland. Den ligger i sjön Kivijärvi och i kommunerna Torneå och Övertorneå och landskapet Lappland, i den norra delen av landet, 700 km norr om huvudstaden Helsingfors. Öns area är 1,6 hektar och dess största längd är 350 meter i öst-västlig riktning.